# Active Optical Network

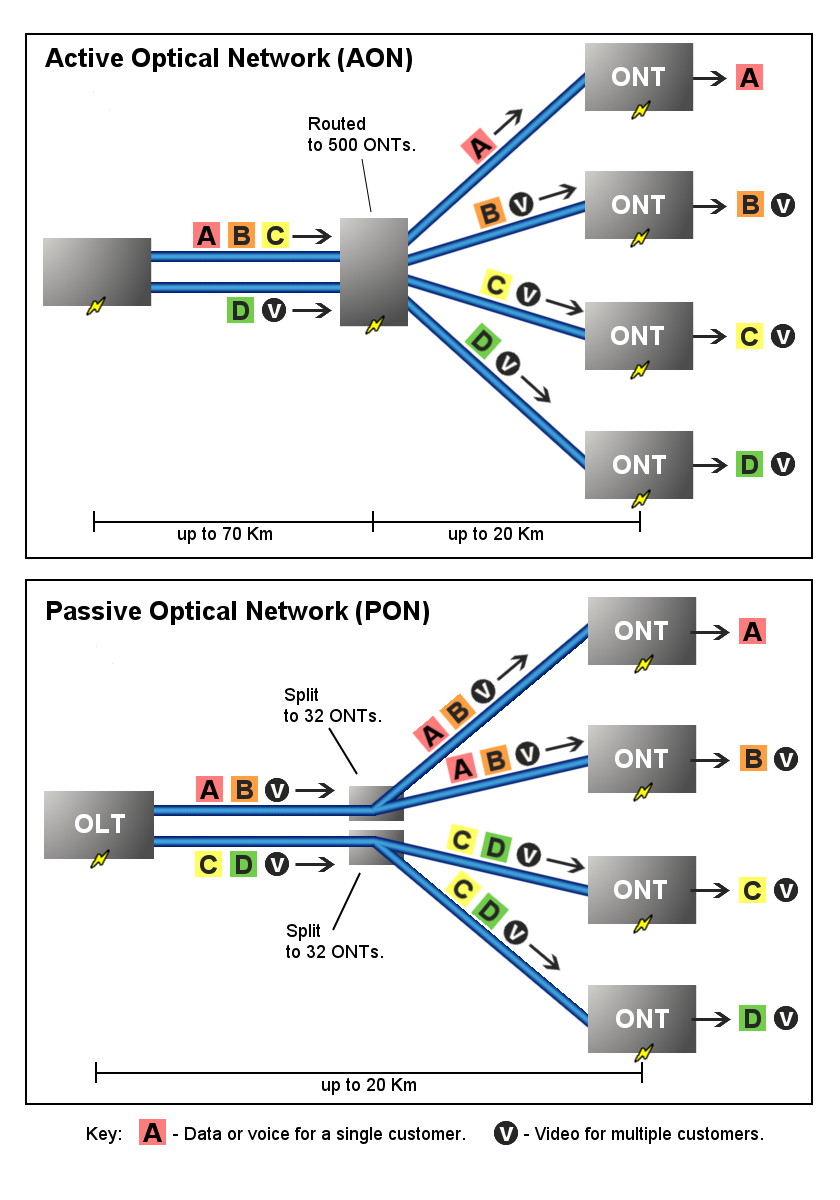
AON und PON im Vergleich

Active Optical Networks (AON) sind Glasfasernetze, die – im Gegensatz zu den Passive Optical Networks (PON) – auch „aktive“ Komponenten wie Switches, Router oder Multiplexer enthalten. Dadurch können sie weitere Entfernungen überbrücken und größere Bandbreiten übertragen als PON, erfordern aber auch höhere Installations- und Betriebskosten.
Eine in den 1990er und 2000er Jahren verbreitete Anwendung von AON ist das HYTAS der Deutschen Telekom. Seit ca. 2010 wird fast ausschließlich Ethernet in den Varianten 1000BASE-BX10 und 100BASE-BX10 verwendet.